# 经典力学的构造与解释
《经典力学的结构与解释》（英語：Structure and Interpretation of Classical Mechanics，缩写为SICM），是一本关于经典力学的教科书，该书由傑拉德·傑伊·薩斯曼、杰克·威兹德姆与迈因哈德·E·迈耶合著。该书的第一版由麻省理工学院出版社于2001年出版，第二版于2015年出版。該教材是麻省理工学院的拉格朗日方程式以及摄动理论等高等经典力学课程的課本。

## 出版物
- Sussman, Gerald Jay; Wisdom, Jack; Mayer, Meinhard E. . Cambridge, Massachusetts: MIT Press. 2001. ISBN 0262194554. OCLC 45223598.
- Sussman, Gerald Jay; Wisdom, Jack.  Second. Cambridge, Massachusetts: MIT Press. 6 February 2015. ISBN 9780262028967. OCLC 905916340.